# Silvio Spann
Silvio Spann (n. 21 august 1981, Couva⁠(d), Couva-Tabaquite-Talparo⁠(d), Trinidad și Tobago) este un fotbalist din Trinidad-Tobago.
Între 2002 și 2009, Spann a jucat 40 de meciuri și a marcat 2 goluri pentru echipa națională a Trinidad și Tobago.

## Statistici
| Trinidad și Tobago | Trinidad și Tobago | Trinidad și Tobago |
| An                 | Meciuri            | Goluri             |
| ------------------ | ------------------ | ------------------ |
| 2002               | 3                  | 0                  |
| 2003               | 6                  | 0                  |
| 2004               | 8                  | 1                  |
| 2005               | 9                  | 0                  |
| 2006               | 2                  | 0                  |
| 2007               | 5                  | 1                  |
| 2008               | 1                  | 0                  |
| 2009               | 6                  | 0                  |
| Total              | 40                 | 2                  |